# Julio Escalada
Julio Escalada, (nacido en Madrid) es académico fundador de la Academia de las Artes Escénicas de España. Es dramaturgo y profesor de Escritura Dramática, Dramaturgia y Teoría Teatral en la RESAD. Gran parte de su carrera ha estado dedicada a la interpretación.

## Biografía
Graduado en Interpretación y también en Itinerario de Dramaturgia en la Real Escuela Superior de Arte Dramático (RESAD). Ha cursado asimismo estudios de Filología Francesa en la Universidad Complutense de Madrid y de Letras en la Universidad de Alcalá de Henares (Diploma de Estudios Avanzados). 
Inició su carrera actoral en el Pequeño Taller de Teatro (PTT). Desde entonces ha trabajado en teatro, televisión y cine.
Desde 2008 se dedica exclusivamente a la escritura, la investigación y la enseñanza del arte dramático: Escritura Dramática, Dramaturgia, Teoría Teatral y, esporádicamente, interpretación.
Ha sido premiado en diferentes ocasiones, destacando el premio de la Sociedad General de Autores a su obra Invierno perteneciente a la Tetralogía de las Cuatro Estaciones o El peso de la religión, premio El Espectáculo Teatral de Ediciones Irreverentes.
Ha dirigido Una mujer sin importancia de Oscar Wilde, Pato a la naranja de Marc-Gilbert Sauvajon y William Douglas Home, La tía de Carlos de Brandon Thomas, Fidelidad de Chazz Palmintieri, etc.
Imparte clases de escritura dramática y de dramaturgia en la Real Escuela Superior de Arte Dramático de Madrid (RESAD). En 2022 publica con la editorial Fundamentos el manual de escritura Escribir teatro paso a paso

## Obras de teatro
- Acércate más. Estrenada en el Teatro Alfil en 1994. No publicada

- Te vas, me dejas y me abandonas (Mutis). Estrenada en 1998 en el Teatro Reina Victoria de Madrid con dirección de Tomás Gayo y protagonizada por María José Goyanes y Paula Sebastián. Estrenada en Buenos Aires y México DF. (http://www.julioescalada.com/obras_pdf/te%20vas.pdf (enlace roto disponible en Internet Archive; véase el historial, la primera versión y la última).)

- Primavera (Cuatro estaciones. Mención especial del Premio Nacional de Teatro Calderón de la Barca 1999. Estrenada en España con dirección de Roberto Cerdá y en Londres con dirección de William Gregory. (http://www.julioescalada.com/obras_pdf/Primavera.pdf (enlace roto disponible en Internet Archive; véase el historial, la primera versión y la última).)

- Verano (Cuatro estaciones). Publicada en 2000. (http://www.julioescalada.com/obras_pdf/Verano.pdf (enlace roto disponible en Internet Archive; véase el historial, la primera versión y la última).)

- Invierno (Cuatro estaciones). Premio SGAE 2004. .julioescalada.com/obras_pdf/Invierno.pdf)

- Sois la bomba. Estrenada en 2006 protagonizada por Lola Baldrich, María José del Valle y Arancha del Sol. (http://www.julioescalada.com/obras_pdf/sois%20la%20bomba.pdf (enlace roto disponible en Internet Archive; véase el historial, la primera versión y la última).) No publicada.

- En el borde. Beca de la Comunidad de Madrid 2006. (http://www.julioescalada.com/obras_pdf/En%20el%20borde.pdf (enlace roto disponible en Internet Archive; véase el historial, la primera versión y la última).)

- Otoño (Cuatro estaciones). Publicada en 2006 en la revista Acotaciones con un estudio global de Pedro Víllora sobre la tetralogía Cuatro estaciones. (http://www.julioescalada.com/obras_pdf/Oto%F1o.pdf (enlace roto disponible en Internet Archive; véase el historial, la primera versión y la última).)

- El peso de la religión. Ediciones Irreverentes. Premio El Espectáculo Teatral.

## Adaptaciones
- Una mujer sin importancia, de Oscar Wilde.

- La tía de Carlos, de Brandon Thomas.

- Infidelidad, de Chazz Palminteri.

- El principito, de Antoine de Saint-Exupéry. (http://www.julioescalada.com/obras_pdf/principito.pdf (enlace roto disponible en Internet Archive; véase el historial, la primera versión y la última).)

- Cuento de Navidad, de Charles Dickens.

## Ediciones y trabajos teóricos
- Disparates. Traducción y edición de textos teatrales de Llorenç Villalonga. RESAD/Ed. Fundamentos.
- El caballero de Olmedo. Edición del texto de Lope de Vega. Ed. Bolchiro.
- Manual de Dramaturgia VVAA. Ediciones de la Universidad de Salamanca. Obras de referencia.
- Escribir Teatro Paso a Paso. Editorial Fundamentos - RESAD

## Dirección teatral
- Pato a la naranja, de Douglas-Home y Gilbert Sauvajon.

- La tía de Carlos, de Brandon Thomas.

- Una mujer sin importancia, de Oscar Wilde.

- Fidelidad, de Chazz Palmintieri.